# Scoloplos acmeceps
Scoloplos acmeceps är en ringmaskart som beskrevs av Chamberlin 1919. Scoloplos acmeceps ingår i släktet Scoloplos och familjen Orbiniidae.
Artens utbredningsområde är Mexikanska golfen. Inga underarter finns listade i Catalogue of Life.